# 孔雀鮃
孔雀鮃為輻鰭魚綱鰈形目鰈亞目鮃科的其中一種，為熱帶海水魚，分布於西大西洋美國佛羅里達至巴西，東大西洋幾內亞灣、亞森松島海域，棲息深度0-100公尺，本魚頭部、身體灰色至褐色並有淺藍色環紋，魚鰭有淺藍色斑點，在側線有2-3個大的擴散黑色斑點，背鰭軟條92-99枚;臀鰭軟條71-76枚，體長可達46公分，棲息在水質清澈的紅樹林、海草床或珊瑚礁區，以魚類、甲殼類及章魚為食，生活習性不明，可做為食用魚及觀賞魚。